# Khoplang
Khoplang (nepalski: खोप्लाङ) – gaun wikas samiti w zachodniej części Nepalu w strefie Gandaki w dystrykcie Gorkha. Według nepalskiego spisu powszechnego z 2001 roku liczył on 570 gospodarstw domowych i 2924 mieszkańców (1560 kobiet i 1364 mężczyzn).